# Красноје Село
Красноје Село (рус. Красное Село) град је у Русији у Красносељском рејону федералног града Санкт Петербурга.

## Становништво
| 1939.  | 1959.  | 1970.  | 2002.  | 2010.  |
| ------ | ------ | ------ | ------ | ------ |
| 12.654 | 16.286 | 27.208 | 44.081 | 44.485 |